# NGC 3888
NGC 3888 ist eine Balken-Spiralgalaxie vom Hubble-Typ SBc im Sternbild Großer Bär. Sie ist schätzungsweise 111 Millionen Lichtjahre von der Milchstraße entfernt.
Das Objekt wurde am 14. April 1789 von William Herschel entdeckt.